# Johann Oldendorp
Johann Oldendorp (ur. ok. 1487 w Hamburgu; zm. 3 czerwca 1567 w Marburgu) – niemiecki prawnik, reformator i uczony; profesor Uniwersytetów w Greifswaldzie (rektor), Marburgu i Uniwersytetu Viadrina we Frankfurcie nad Odrą.

## Życiorys
Johann Oldendorp był synem kupca Johanna Oldendorpa i jego żony Elisabeth z domu Krantz, a zarazem siostrzeńcem historyka Alberta Krantz, u którego pobierał nauki.
Studiował na uniwersytetach w Rostocku, Kolonii i Bolonii. W 1515 uzyskał tytuł zawodowy licencjata. W 1516 został profesorem w Greifswaldzie, a już rok później rektorem tamtejszej uczelni. Doktorat nauk prawnych uzyskał w 1518.
W 1520 objął profesurę na Wydziale Prawa Uniwersytetu Viadrina we Frankfurcie nad Odrą, ale rok później wrócił do Greifswaldu.

## Dzieła

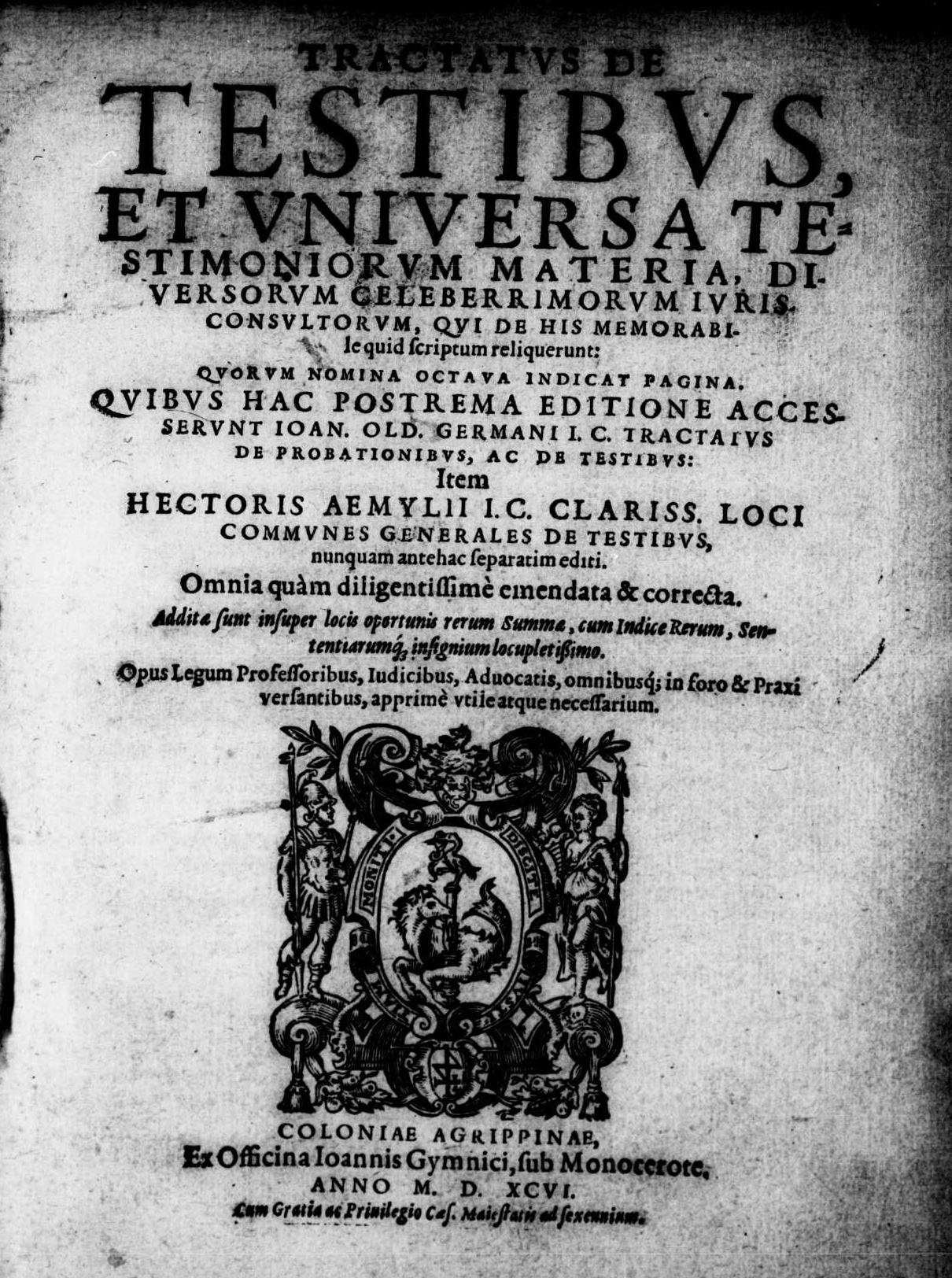
Tractatus de testibus et universa testimoniorum materia, 1596

- Wat byllich und recht ist, Rostock, 1529.
- Ratmannenspiegel, Rostock, 1530.
- Iuris naturalis gentium et civilis isagoge, Antwerp, 1539.
- Loci communes iuris civilis, Lowen, 1545.
- Tractatus de testibus et universa testimoniorum materia, Köln, 1596.